# 湯普森嶺
76°27′S 146°5′W / 76.450°S 146.083°W
湯普森嶺（英語：Thompson Ridge）是南極洲的山嶺，位於瑪麗伯德地，處於布洛克灣南岸，長3.7公里，由美國研究隊拍攝照片和繪入地圖，現時由南極條約體系管理。